# Горчаков, Пётр Иванович
Князь Пётр Иванович Горчаков († после 1611) — московский дворянин, голова и воевода во времена правления Ивана IV Васильевича Грозного, Фёдора Ивановича, Бориса Годунова и Смутное время.
Единственный сын родоначальника князей Горчаковых — Ивана Фёдоровича Горчака из рода верховских князей Козельских-Перемышльских.

## Биография

### Служба Ивану Грозному

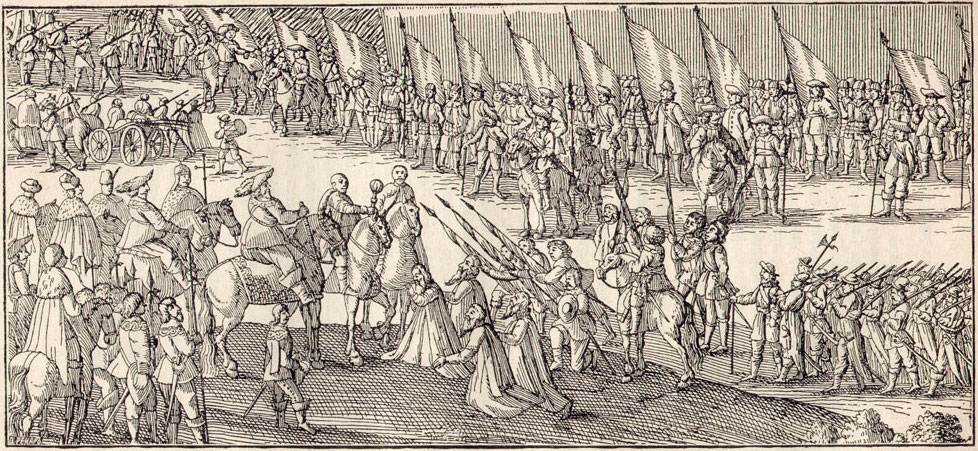
Сдача Михаил Шеина с товарищами Владиславу IV, Вильгельм Гондиус, гравюра XVII в.

В 1570 году в Каширских десятнях писан в числе дворовых детей боярских с окладом 400 четвертей.
В 1577 году записан московским дворянином.
В 1578 году упомянут помещиком Каширского уезда.

#### Служба Фёдору Ивановичу
В 1586 году — голова в Тетюшах. Участник русско-шведской войны.
В октябре 1590 года ходил на Нарву, Копорье и Ям. Позже воевода в Чердыни. В 1591—1593 годах воевода в Перми, ходил походом на реки: Лозва, Вишера, Тавда и Пелым, где основал острог Пелым и там были поселены Угличане, ссыльные за убиение царевича Димитрия.
В 1594 году получил наказ ехать в Сибирь для устройства города Таборы и указано ему идти с ратными людьми на пелымского князя Аблегирима, если тот не пойдёт в русское подданство. Оставил показания о поездке его по Сибирским городам, узнаём на сколь велика была его деятельность по Сибирскому краю и какие суровые трудности он должен был испытать при своих путешествиях до устье реки Оби.
В 1590-х годах состоял в списках выборных дворян Государева двора, владел крупным земельным окладом.
В 1596 году в чине воеводы собирал ясак в Берёзове.

###### Служба в Смутное время
В 1606 году в чине московский дворянин участвовал в подавлении восстания Болотникова.
В 1607-1611 годах был назначен вторым осадным воеводой в Смоленск при Михаиле Борисовиче Шеине. После начала русско-польской войны 1609—1618 годов разделял с ним все тяготы двухлетней осады отклоняя все предложения признать королевича Владислава IV и после падения города раненый попал в плен к полякам (июнь 1611), в котором и умер.
Оставил трёх сыновей — Дмитрия, Алферия и Андрея.

## Критика
Князь П.В. Долгоруков приписывает ему, кроме имеющихся в Бархатной книге трёх сыновей — ещё четвёртого, князя Даниила Петровича с двумя сыновьями — Алексеем и Михаилом и очевидно присоединяет их ошибочно. Данные представители рода относятся к 3-й ветви князей Горчаковых.